# Protoscaphirhynchus
|  | Dieser Artikel wurde aufgrund von formalen oder inhaltlichen Mängeln in der Qualitätssicherung Biologie im Abschnitt „Paläontologie“ zur Verbesserung eingetragen. Dies geschieht, um die Qualität der Biologie-Artikel auf ein akzeptables Niveau zu bringen. Bitte hilf mit, diesen Artikel zu verbessern! Artikel, die nicht signifikant verbessert werden, können gegebenenfalls gelöscht werden. Lies dazu auch die näheren Informationen in den Mindestanforderungen an Biologie-Artikel. Begründung: Vollprogramm |

Protoscaphirhynchus ist eine prähistorische Gattung von Strahlenflossern, die eng mit den heutigen Schaufelstören verwandt ist. Sie ist bislang ausschließlich aus der spätkreidezeitlichen Hell-Creek-Formation im Nordwesten der USA bekannt. Die einzige bekannte Art ist Protoscaphirhynchus squamosus.

## Herkunft
Die Fossilien wurden 1938 in einem Sandstein der Hell Creek Formation (Bear Creek/Rock Creek), 39 km südöstlich von Fort Peck (Montana) gefunden, als eine paläontologische Expedition des University of Michigan Museum of Paleontology das Gelände absuchte. Die Fossilien lagen in der Nähe der Holotypus-Exemplare der ebenfalls ausgestorbenen Art Paleopsephurus wilsoni.
Beim "Specimen UMMP 22210", welches in der Sammlung der Sammlung des Museum of Paleontology der University of Michigan in Ann Arbor aufbewahrt wird, handelt es sich um einen Teil des Skeletts.

## Systematik
Die Gattung zeichnet sich dadurch aus, dass einerseits der typische Körperbau von Scaphirhynchus erkennbar ist, während andererseits der komplette Körper mit Knochenplatten bedeckt zu sein scheint, die sonst bei den heutigen Störartigen nur noch als einzelne Reihen vorhanden sind.

## Name
Der Name der Gattung und der Art setzt sich aus mehreren lateinischen und griechischen Begriffen zusammen:
- Proto- von lat.  „erst-, erstlings-, vorab-, ursprünglich“
- scapha von lat. „Boot“ (bootsförmig)
- rhynchos von gr. „Rhino“ (ῥινό) Nase[5]

und
- squamosus von lat. „schuppig“.[6]